# Ембричера (Авелино)
Ембричера је насеље у Италији у округу Авелино, региону Кампанија.
Према процени из 2011. у насељу је живело 95 становника. Насеље се налази на надморској висини од 509 м.